# بيير غوثير (مسير رياضي)
بيير غوثير هو مسير رياضي كندي، ولد في 28 مايو 1953 في مونتريال في كندا.